# Khai thác mỏ bô xít
Khai thác mỏ bauxit là hoạt động khai thác mỏ chứa bô xít, bao gồm hoạt động xây dựng cơ bản mỏ, khai đào, sản xuất và các hoạt động có liên quan trực tiếp nhằm thu khoáng sản. Việc khai thác bôxít chủ yếu được tiến hành tho phương pháp khai thác lộ thiên vì chúng nằm ở sát hay ngay trên mặt đất. Khoảng 95% lượng bauxite được khai thác trên thế giới đều được dùng để luyện thành nhôm.

## Xu hướng sản lượng khai thác

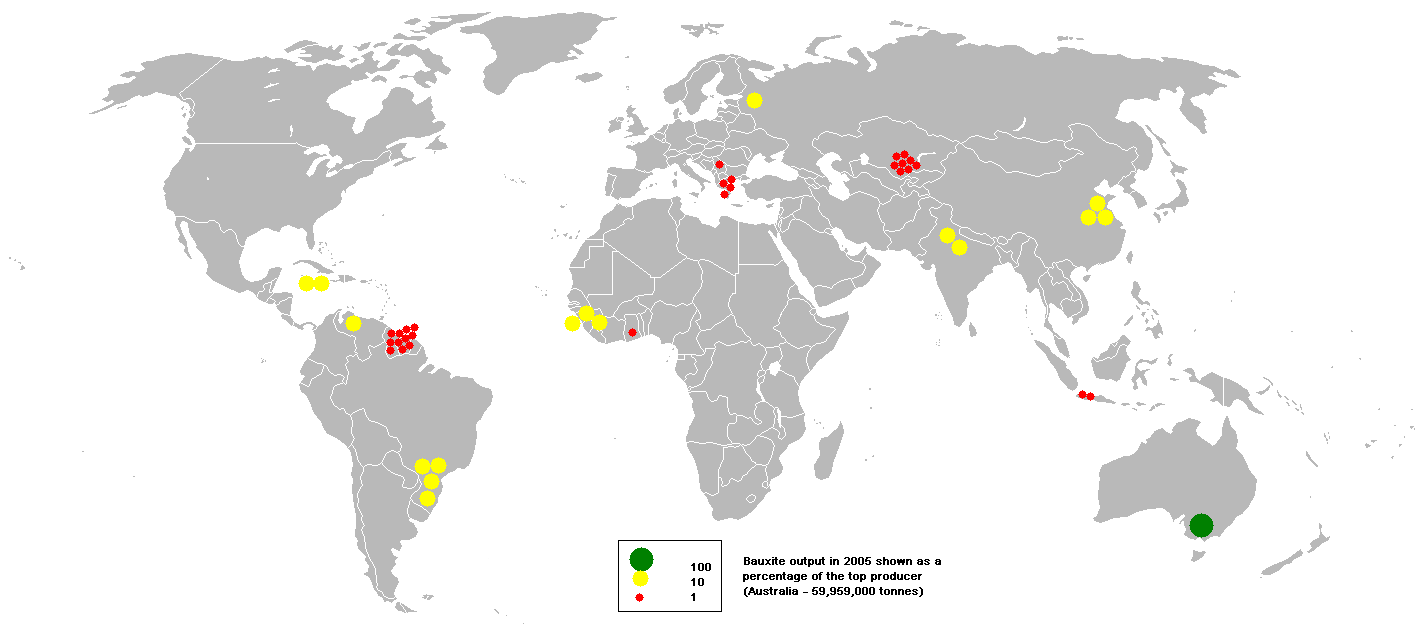
Sản lượng bauxit năm 2005

Bauxit được khai thác đầu tiên ở Guyana trong thời gian 1897-1910 
Đến năm 1950, trữ lượng bauxite trên thế giới khoảng 1.605,3 triệu tấn phân bố trên 27 quốc gia. 61,9% trong số đó phân bố tập trung ở 4 quốc gia gồm: Jamaica (20%), Hungary (15,6%), Ghana (14,3%) và Brazil (12%) 
Năm 2007, Australia đứng đầu danh sách các nước khai thác bauxit và chiếm một phần ba lượng khai thác của cả thế giới; theo sau là Trung quốc, Brazil, Guinea, và Jamaica. Mặc dù nhu cầu nhôm của thế giới tăng, trữ lượng được biết là đủ để đáp ứng nhu cầu trong một thời gian dài nữa. Việc tái sử dụng nhôm với lợi thế là chi phí sản xuất hạ giúp kéo dài thời gian khai thác trữ lượng bauxite.
| Quốc gia                    | Khối lượng khai thác | Khối lượng khai thác | Trữ lượng  | Trữ lượng ban đầu |
| Quốc gia                    | 2007                 | 2008                 | Trữ lượng  | Trữ lượng ban đầu |
| --------------------------- | -------------------- | -------------------- | ---------- | ----------------- |
| Guinée                      | 18,000               | 18,000               | 7.400.000  | 8.600.000         |
| Úc                          | 62,400               | 63,000               | 5.800.000  | 7.900.000         |
| Việt Nam                    | 30                   | 30                   | 2.100.000  | 5.400.000         |
| Jamaica                     | 14,600               | 15,000               | 2.000.000  | 2.500.000         |
| Brasil                      | 24,800               | 25,000               | 1.900.000  | 2.500.000         |
| Guyana                      | 1,600                | 1,600                | 700,000    | 900,000           |
| Ấn Độ                       | 19,200               | 20,000               | 770,000    | 1.400.000         |
| Trung Quốc                  | 30,000               | 32,000               | 700,000    | 2.300.000         |
| Hy Lạp                      | 2,220                | 2,200                | 600,000    | 650,000           |
| Suriname                    | 4,900                | 4,500                | 580,000    | 600,000           |
| Kazakhstan                  | 4,800                | 4,800                | 360,000    | 450,000           |
| Venezuela                   | 5,900                | 5,900                | 320,000    | 350,000           |
| Nga                         | 6,400                | 6,400                | 200,000    | 250,000           |
| Hoa Kỳ                      | NA                   | NA                   | 20,000     | 40,000            |
| Các nước khác               | 7,150                | 6,800                | 3.200.000  | 3.800.000         |
| Tổng cả thế giới (làm tròn) | 202,000              | 205,000              | 27.000.000 | 38.000.000        |

Nguồn: U.S. Geological Survey, Mineral Commodity Summaries, tháng 1 năm 2009

## Quá trình khai thác quặng
Tùy theo kiểu quặng mà người ta dùng những phương pháp khác nhau. Ví dụ như ở châu Âu, bôxít thường được khai thác theo kiểu lộ thiên theo địa tầng, thường nằm cách mặt đất 4-6m. Trong hầu hết các trường hợp thì đất phủ được bóc đi và chứa ở bãi chứa. Khoảng 80% sản lượng bôxít trên thế giới được khai thác theo phương pháp lộ thiên.

## Xử lý quặng

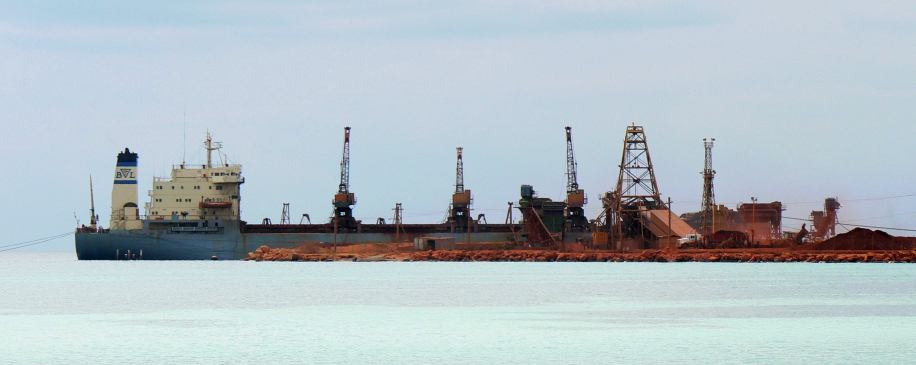
Bauxit đang tải lên tàu ở Cabo Rojo, Cộng hòa Dominican để xuất đi chế biến ở nơi khác; 2007.

### Xử lý quặng thô
Quặng bauxit sau khi khác thác được đưa đến nhà máy sơ chế để loại bỏ các thành phần như; sét, silica và các chất khác được hình thành trong quá trình tạo quặng, gồm các bước: 1)Nghền quặng quá cỡ; 2)đưa qua sàng rửa để lấy quặng hạt lớn, quặng hạt nhỏ lọt qua lưới sàng và chất cặn được đưa đến máy lắng ly tâm để thu hồi các hạt bauxit cỡ lớn hơn 1mm; 3)bùn đỏ (sét và các chất hòa tan khác) được dẫn đến hồ lắng để xử lý. Quặng sau khi sơ chế được đưa đến các nhà máy tinh chế quặng.

### Xử lý quặng tinh
Bauxit được luyện trong điều kiện nhiệt độ áp suất lớn với dung dịch natri hydroxide ở 150–200 °C qua đó nhôm bị hòa tan ở dạng aluminate. Sau khi tiến hành lọc phân tách phần cặn giàu sắt (được gọi là bùn đỏ, phần chất thải của tiến trình Bayer và là quặng đuôi của bauxit), các khoáng vật quặng gibbsit ở dạng tinh được cho lắng đọng (tách nước) khi bị làm lạnh đột ngột và tạo thành hydroxide nhôm ở dạng hạt tinh. Gibbsit được chuyển thành alumina tức oxit nhôm bằng cách nung nóng thường phải lên đến khoảng 1000 °C. Sau đó tinh quặng alumina khi được bổ sung phụ gia cryolit (Na3AlF6, natri hexa fluo aluminate) và chuyển thành nhôm kim loại trong quá trình điện phân đòi hỏi một lượng điện năng tiêu thụ rất lớn.

## Tác động môi trường

### Bùn đỏ
Bùn đỏ là tên gọi loại quặng đuôi được sinh ra đồng thời với alumina trong tiến trình Bayer và quá trình sơ chế quặng là một chi phí ngoại sinh đối với những nhà kinh doanh mỏ. Đây là một dạng chất thải có khả năng gây ô nhiễm môi trường và khó xử lý.

## Tại Việt Nam
Vùng có trữ lượng bôxit lớn nhất Việt Nam là Tây Nguyên
Theo tài liệu cũ của Liên Xô để lại, Tây Nguyên có trữ lượng bô xít khoảng 8 tỉ tấn .  Ngày 1 tháng 11 năm 2007, Thủ tướng Chính phủ đã ký quyết định 167 phê duyệt quy hoạch phân vùng, thăm dò, khai thác, chế biến, sử dụng quặng bô xít từ giai đoạn 2007-2015, có xét đến năm 2025  và hiện nay, Tập đoàn than khoáng sản Việt Nam cũng đã thăm dò, đầu tư một số công trình khai thác bô-xít, luyện alumina tại Tây Nguyên. Tuy nhiên, việc làm này đã vấp phải sự phản đối quyết liệt của các nhà khoa học và dân cư bản địa vì nguy cơ hủy hoại môi trường và tác động tiêu cực đến văn hoá - xã hội Tây Nguyên và có thể tổn thương cả một nền văn hóa bản địa 
Theo đài tiếng nói Pháp quốc RFI đưa tin vào ngày 11/06/2009: luật sư Cù Huy Hà Vũ (con trai của nhà thơ Cù Huy Cận) đã khởi đơn kiện thủ tưởng Việt Nam Nguyễn Tấn Dũng. Ông Vũ cho rằng thủ tướng Dũng đã quyết định khai thác bô-xít ở Tây Nguyên một cách bất hợp pháp.
Theo VNExpress trích đăng nội dung lá thư của đại tướng Võ Nguyên Giáp vào ngày 09/04/2009, tướng Giáp cho rằng không nên khai thác vì lý do "...đứng về lợi ích toàn cục và sự phát triển bền vững lâu dài của đất nước, khai thác sẽ gây hậu quả cực kỳ nghiêm trọng về môi trường, về xã hội, về an ninh quốc phòng".